# Zdrawko
Zdrawko (Zdravko) – imię południowosłowiańskie utworzone od słowa „zdrowy”.
Znane osoby o tym imieniu:
- Zdrawko Łazarow – bułgarski piłkarz, grający na pozycji ofensywnego pomocnika
- Zdrawko Zdrawkow – bułgarski piłkarz, występujący na pozycji bramkarza.